# Гюнейчартар
Гюнейчартар (азерб. Güneyçartar) — село в Гюнейхырманском сельском административно-территориальном округе Ходжавендского района Азербайджана.

## География
Сёла Гюнейхырман, Гюнейчартар, Гузейчартар, Гузейхырман входят в состав Гюнейхырманского сельского административно-территориального округа Ходжавендского района, при этом село Гюнейхырман является центром этого сельского административно-территориального округа.

## История
В советский период село Гюнейчартар вместе с сёлами Гюнейгалер (ныне Гюнейхырман), Гузейгалер (ныне Гузейхырман) и Гузейчартар входило в состав Гюнейгалерского сельсвета Мартунинского района Нагорно-Карабахской автономной области (НКАО) Азербайджанской ССР.
2 сентября 1991 года на совместной сессии Нагорно-Карабахского областного и Шаумяновского районного Советов народных депутатов была принята Декларация о провозглашении Нагорно-Карабахской Республики в границах НКАО и сопредельного Шаумяновского района Азербайджанской ССР. Это решение не было признано Азербайджаном и международным сообществом.
26 ноября 1991 года Верховный Совет Азербайджана принял закон «Об упразднении Нагорно-Карабахской автономной области Азербайджанской Республики». В этом Законе было также постановлено переименование Мартунинского района в Ходжаведский. Решением Милли Меджлиса Азербайджанской Республики от 29 декабря 1992 года № 428 село Гюнейгалер Ходжавендского района было названо селом Гюнейхырман, а село Гузейгалер Ходжавендского района было названо селом Гузейхырман. В настоящее время село Гюнейчартар вместе с сёлами Гюнейхырман, Гузейхырман и Гузейчартар входит в состав Гюнейхырманского сельского административно-территориального округа Ходжавендского района Азербайджана.
В результате Карабахского конфликта, село в начале 1990-х годов попало под контроль непризнанной Нагорно-Карабахской Республики (НКР). Согласно административно-территориальному делению непризнанной республики село называлось Чартар и находилось в составе Мартунинского района НКР. В 2014 году властями непризнанной НКР, на тот момент контролировавшей село, село было объединено с селом Гузейчартар в одно, и селу был дан статус города, что не было признано со стороны Азербайджана.
Согласно Трёхстороннему Заявлению в ночь с 9 по 10 ноября 2020 года, подписанному по итогам Второй карабахской войны, село перешло под контроль Российских миротворческих сил.
В результате боевых действий в сентябре 2023 года Азербайджан восстановил контроль над селом.

## Хозяйство и инфраструктура
В советские годы в селе действовали сельскохозяйственные предприятия, население было преимущественно занято в виноградарстве, шелководстве, скотоводстве, выращивались зерновые, действовал цех по выпечке хлеба.
Действовали больница, 3 средние школы, восьмилетняя и начальная школы, государственный детский сад и др. В селе есть винный завод.

## Население
Согласно Кавказскому календарю на 1910 г., население села к 1908 г. составляло 2 757 человек, в основном армяне. К началу 1914 года указано 2 350 жителей, так же преимущественно армяне.
По состоянию на 1 января 1933 года в селе проживало 517 человек (92 хозяйств), все — армяне.

### Уроженцы
- Арпат Санджанович Аванесян (р. 1944) — армянский учёный. Был сопредседателем партии «Свободная родина» непризнанной НКР.[17]
- Мовсес Грантович Акопян (р. 1965) — военный деятель, министр обороны непризнанной НКР с мая 2007 по июнь 2015 гг.[18][19][20][21]
- Егише Тевосович Асцатрян — государственный, хозяйственный и партийный деятель[22]